# Roullet-Saint-Estèphe
Pour les articles homonymes, voir Roullet.
Roullet-Saint-Estèphe est une commune du Sud-Ouest de la France, située dans le département de la Charente (région Nouvelle-Aquitaine).
Commune résidentielle, elle fait partie de l'aire urbaine d'Angoulême. Ses habitants sont les Roullet-Stéphanois et les Roullet-Stéphanoises.

## Géographie

### Localisation et accès
Roullet-Saint-Estèphe est situé à 11 km au sud-ouest d'Angoulême et au bord de la N 10, entre Angoulême et Bordeaux. La commune touche l'agglomération d'Angoulême à La Couronne.
La commune est en fait formée de deux communes récemment associées, Roullet sur la N 10 et Saint-Estèphe situé 2 km à l'ouest du bourg et 1 km au nord de la N 10.
La commune est aussi à 8 km à l'est de Châteauneuf-sur-Charente (6 km pour Saint-Estèphe), 12 km au nord de Blanzac et 20 km au nord-est de Barbezieux.
La N 10 a été déviée à deux reprises du bourg de Roullet (deux déviations concentriques, passant à l'ouest, construites respectivement vers 1960 et 2005).
La commune est aussi traversée par la D 22, route de Châteauneuf à Villebois-Lavalette, qui passe au sud-ouest de la commune et coupe la N 10 par un échangeur. La D 7, route de Blanzac à Sireuil et Hiersac, traverse aussi la commune du sud au nord, traverse aussi la N 10 par un échangeur, et passe entre les deux bourgs. La D 699, route d'Angoulême à Châteauneuf et Jonzac, passe en limite nord de la commune, ainsi que la ligne d'Angoulême à Saintes et Royan.

### Hameaux et lieux-dits
La commune compte aussi de nombreux hameaux, souvent urbanisés de lotissements récents du fait de la proximité avec Angoulême : au nord et à l'est : les Châteliers, Fustifort, les Barbots, la Croix de Beaumont, la Raberie, les Aubreaux, la Goujarde, et au sud du bourg de Roullet : le Vignac, la Grange, les Rochereaux (lieu chargé d'histoire), etc. Enfin, sur la commune de Saint-Estèphe, Chardin, Chez Thibaud, Pondeville et Chez Magniez, Chez Paillou, etc..

### Communes limitrophes
| Mosnac-Saint-Simeux             | Sireuil               | Nersac              |
| Châteauneuf-sur-Charente, Birac | Roullet-Saint-Estèphe | La Couronne         |
| Val des Vignes, Étriac          | Claix                 | Mouthiers-sur-Boëme |

### Géologie et relief

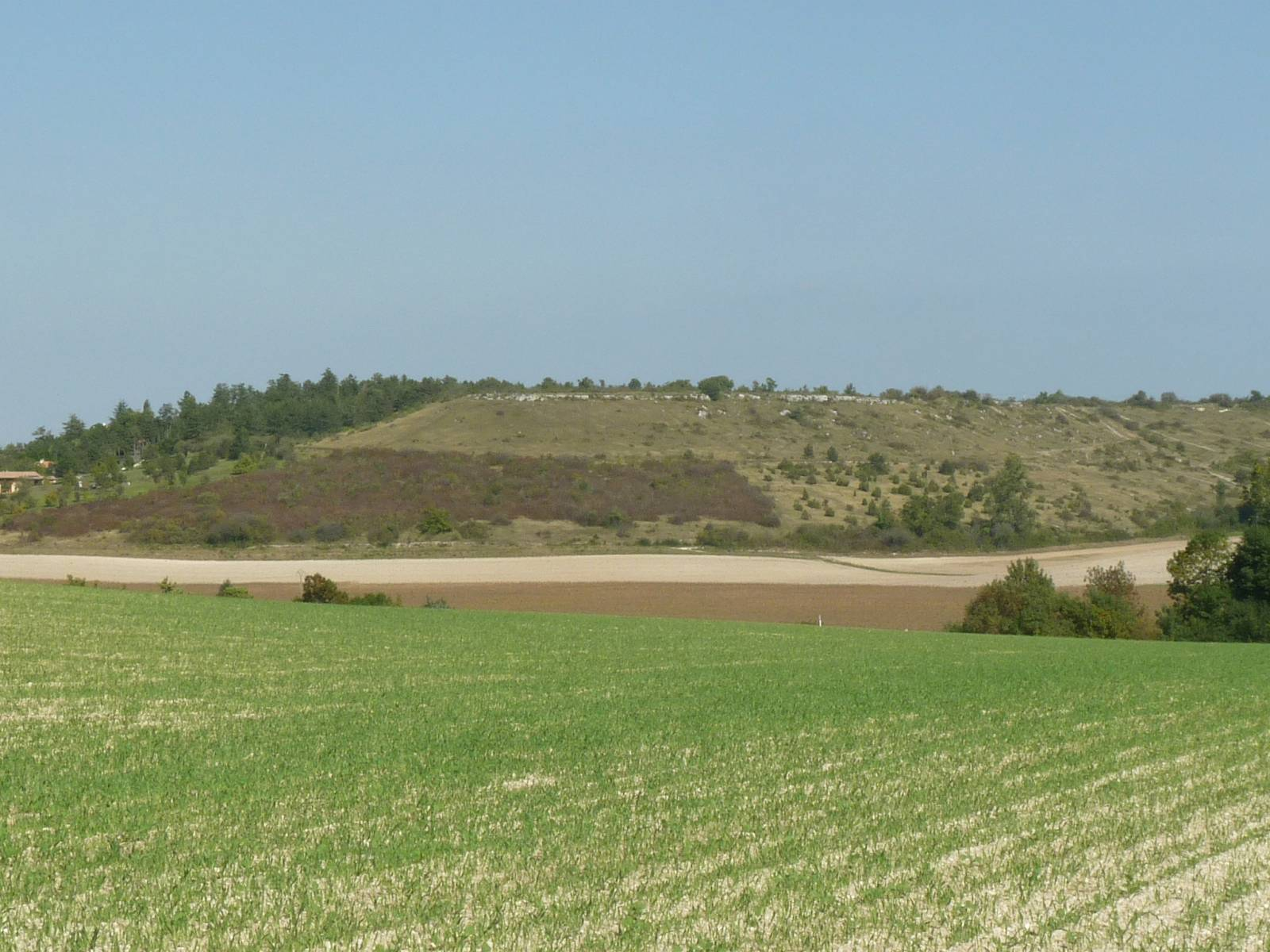
La cuesta et les chaumes de Vignac.

La commune est dans le terrain calcaire du Bassin aquitain. Elle est entièrement dans le Crétacé qui occupe la moitié sud du département de la Charente.
La commune est située dans une plaine agricole, palier intermédiaire entre la vallée de la Charente au nord et le plateau au sud-est, séparés par une cuesta caractéristique aux affleurements rocheux, par exemple aux Chaumes de Vignac.
Cet escarpement faisant face au nord traverse le sud de la commune, se prolonge vers La Couronne et le plateau d'Angoulême à l'est, et vers Châteauneuf et Saint-Même à l'ouest. Elle sépare le Turonien supérieur (appelé aussi Angoumien), calcaire dur constituant le haut du plateau, du Turonien inférieur situé à sa base. La grande moitié nord de la commune est dans le Cénomanien. On trouve du Coniacien, calcaire plus graveleux, au sommet de ce plateau au sud-ouest et sud-est de la commune.
D'anciennes carrières exploitant l'Angoumien (pierre de taille, ...) sont situées sur ce plateau au sud-ouest de la commune, près de Chardin.
Les fonds des vallées sont occupés par des alluvions récentes, du Quaternaire,,.
Le relief du territoire communal est celui d'une plaine dans sa partie centrale, entourée au sud par des plateaux plus hauts, au sud de la cuesta qui traverse la commune d'ouest en est par Pondeville, Chardin, la Bouchardie, le Vignac, les Girauds. Ce palier supérieur est à une altitude moyenne de 100 m environ, mais la grande partie de la commune est à une altitude moyenne de 60 m, jusqu'à la Charente qui borde le nord de la commune. On trouve aussi la vallée de la Boëme qui limite la commune à l'est.
Le point culminant de la commune est à une altitude de 139 m, situé à Clérignac en limite sud. Le point le plus bas est à 22 m, situé le long de la Charente. Le bourg de Roullet est à environ 50 m d'altitude, et celui de Saint-Estèphe à 60 m d'altitude.

### Hydrographie

#### Réseau hydrographique

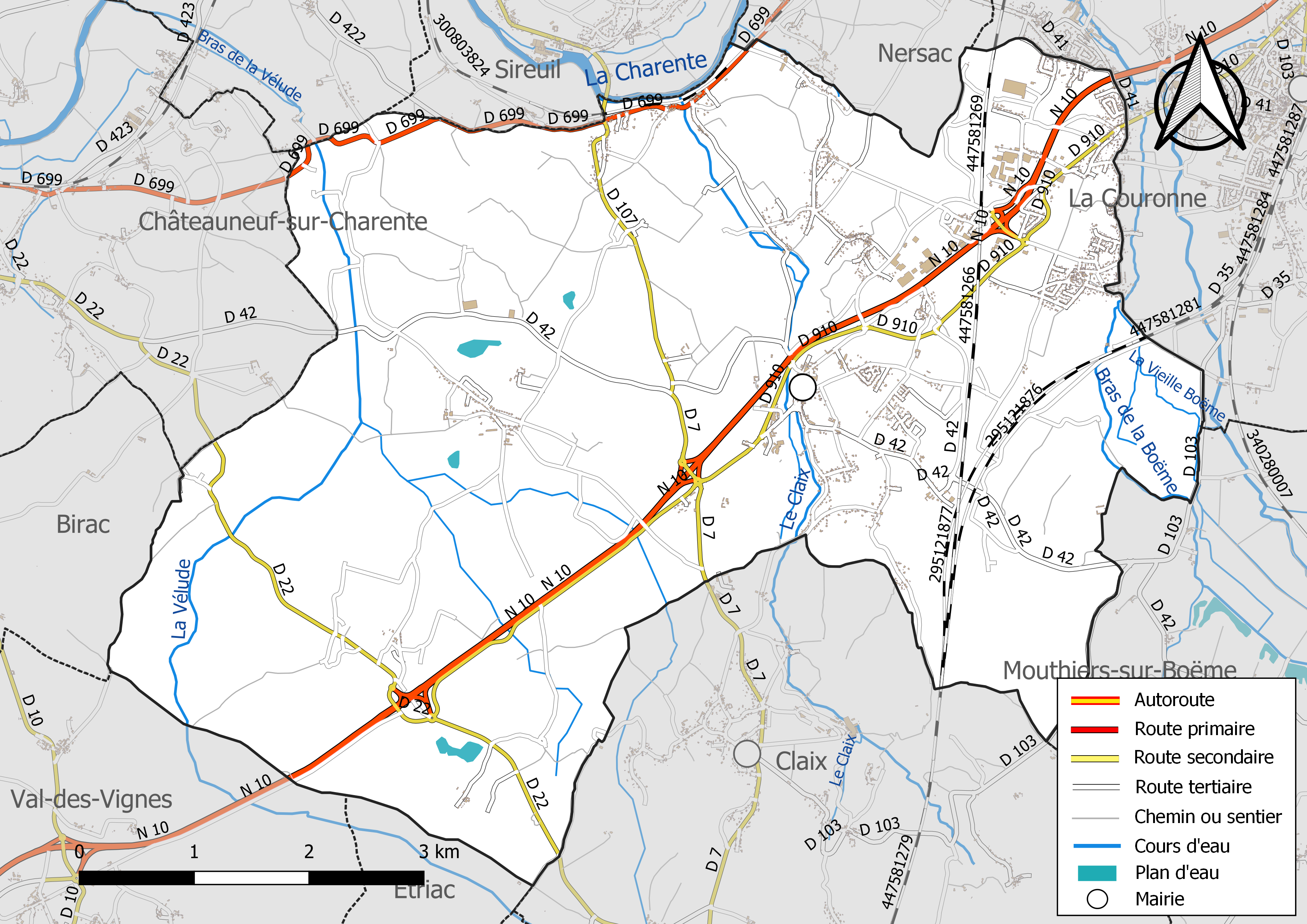
Réseaux hydrographique et routier de Roullet-Saint-Estèphe.

La commune est située dans le bassin versant de la Charente au sein du Bassin Adour-Garonne. Elle est drainée par la Charente, la Vélude, le Claix, la Vieille Boëme et par divers petits cours d'eau, qui constituent un réseau hydrographique de 25 km de longueur totale,.
La Charente borde le nord de la commune. La Boëme traverse l'exrémité sud-est de la commune, en particulier la Petite Boëme et la Vieille Boëme. Le Claix, petit affluent de la Charente en rive gauche qui descend de la commune voisine qui lui a donné son nom, traverse la commune en passant au bourg de Roullet. La Vélude (ou Velude), autre petit affluent de la Charente, passe au sud-ouest près de Saint-Estèphe.

#### Gestion des eaux
Le territoire communal est couvert par le schéma d'aménagement et de gestion des eaux (SAGE) « Charente ». Ce document de planification, dont le territoire correspond au bassin de la Charente, d'une superficie de 9 300 km2, a été approuvé le 19 novembre 2019. La structure porteuse de l'élaboration et de la mise en œuvre est l'établissement public territorial de bassin Charente. Il définit sur son territoire les objectifs généraux d’utilisation, de mise en valeur et de protection quantitative et qualitative des ressources en eau superficielle et souterraine, en respect des objectifs de qualité définis dans le troisième SDAGE  du Bassin Adour-Garonne qui couvre la période 2022-2027, approuvé le 10 mars 2022.

### Climat
Comme dans les trois quarts sud et ouest du département, le climat est océanique aquitain, et semblable à celui de la ville de Cognac où est située la station météorologique départementale.
| Mois                              | jan. | fév.  | mars  | avril | mai   | juin  | jui.  | août  | sep.  | oct. | nov. | déc. | année   |
| --------------------------------- | ---- | ----- | ----- | ----- | ----- | ----- | ----- | ----- | ----- | ---- | ---- | ---- | ------- |
| Température minimale moyenne (°C) | 2    | 2,8   | 3,8   | 6,2   | 9,4   | 12,4  | 14,4  | 14    | 12,1  | 8,9  | 4,7  | 2,6  | 7,8     |
| Température moyenne (°C)          | 5,4  | 6,7   | 8,5   | 11,1  | 14,4  | 17,8  | 20,2  | 19,7  | 17,6  | 13,7 | 8,6  | 5,9  | 12,5    |
| Température maximale moyenne (°C) | 8,7  | 10,5  | 13,1  | 15,9  | 19,5  | 23,1  | 26,1  | 25,4  | 23,1  | 18,5 | 12,4 | 9,2  | 17,7    |
| Ensoleillement (h)                | 80   | 103,9 | 153,3 | 184,5 | 204,9 | 239,6 | 276,4 | 248,3 | 199,4 | 159  | 96,8 | 78,8 | 2 024,9 |
| Précipitations (mm)               | 80,4 | 67,3  | 65,9  | 68,3  | 71,6  | 46,6  | 45,1  | 50,2  | 59,2  | 68,6 | 79,8 | 80   | 783,6   |

## Urbanisme

### Typologie
Au 1er janvier 2024, Roullet-Saint-Estèphe est catégorisée commune rurale à habitat dispersé, selon la nouvelle grille communale de densité à 7 niveaux définie par l'Insee en 2022.
Elle est située hors unité urbaine. Par ailleurs la commune fait partie de l'aire d'attraction d'Angoulême, dont elle est une commune de la couronne,. Cette aire, qui regroupe 94 communes, est catégorisée dans les aires de 50 000 à moins de 200 000 habitants,.

### Occupation des sols
L'occupation des sols de la commune, telle qu'elle ressort de la base de données européenne d’occupation biophysique des sols Corine Land Cover (CLC), est marquée par l'importance des territoires agricoles (69 % en 2018), en diminution par rapport à 1990 (74 %). La répartition détaillée en 2018 est la suivante : 
terres arables (48,9 %), zones agricoles hétérogènes (15,4 %), forêts (14,4 %), zones urbanisées (8,2 %), zones industrielles ou commerciales et réseaux de communication (5,6 %), cultures permanentes (3,4 %), milieux à végétation arbustive et/ou herbacée (1,4 %), prairies (1,3 %), mines, décharges et chantiers (0,7 %), espaces verts artificialisés, non agricoles (0,6 %). L'évolution de l’occupation des sols de la commune et de ses infrastructures peut être observée sur les différentes représentations cartographiques du territoire : la carte de Cassini (XVIIIe siècle), la carte d'état-major (1820-1866) et les cartes ou photos aériennes de l'IGN pour la période actuelle (1950 à aujourd'hui).

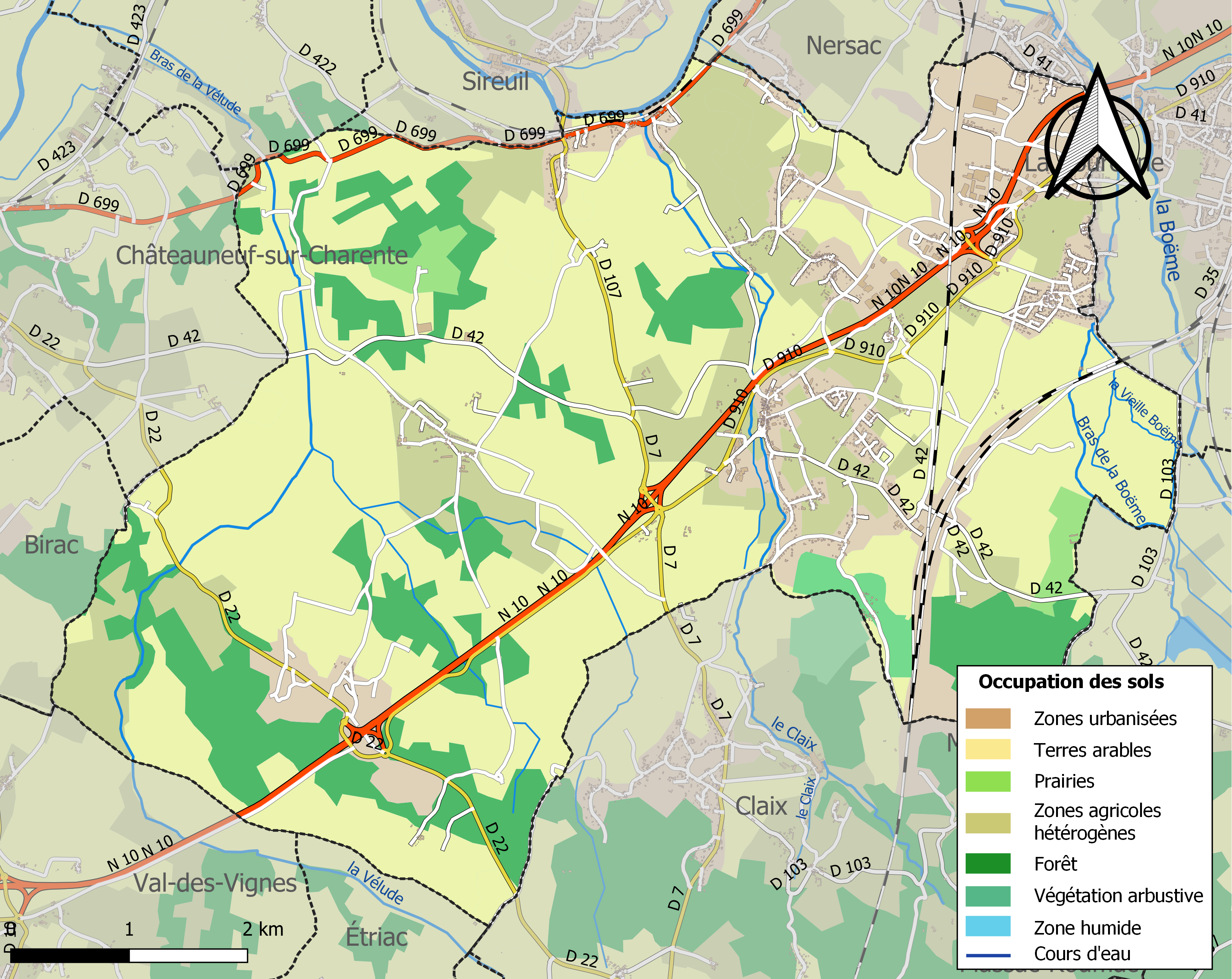
Carte des infrastructures et de l'occupation des sols de la commune en 2018 (CLC).

### Risques majeurs
Le territoire de la commune de Roullet-Saint-Estèphe est vulnérable à différents aléas naturels : météorologiques (tempête, orage, neige, grand froid, canicule ou sécheresse), inondations, mouvements de terrains et séisme (sismicité faible). Il est également exposé à un risque technologique, le transport de matières dangereuses. Un site publié par le BRGM permet d'évaluer simplement et rapidement les risques d'un bien localisé soit par son adresse soit par le numéro de sa parcelle.

#### Risques naturels
La commune fait partie du territoire à risques importants d'inondation (TRI) Saintes-Cognac-Angoulême, regroupant 46 communes concernées par un risque de débordement du fleuve Charente (34 en Charente et 12 en Charente-Maritime), un des 18 TRI qui ont été arrêtés fin 2012 sur le bassin Adour-Garonne. Les événements antérieurs à 2014 les plus significatifs sont les crues de l'hiver 1779, de 1842, de 1859, du 9 décembre 1882 du 19 février 1904, du 10 janvier 1961, de mars-avril 1962, du 24 décembre 1982 et du 8 janvier 1994. Des cartes des surfaces inondables ont été établies pour trois scénarios : fréquent (crue de temps de retour de 10 ans à 30 ans), moyen (temps de retour de 100 ans à 300 ans) et extrême (temps de retour de l'ordre de 1 000 ans, qui met en défaut tout système de protection). La commune a été reconnue en état de catastrophe naturelle au titre des dommages causés par les inondations et coulées de boue survenues en 1982, 1983, 1993, 1999, 2013 et 2021,.

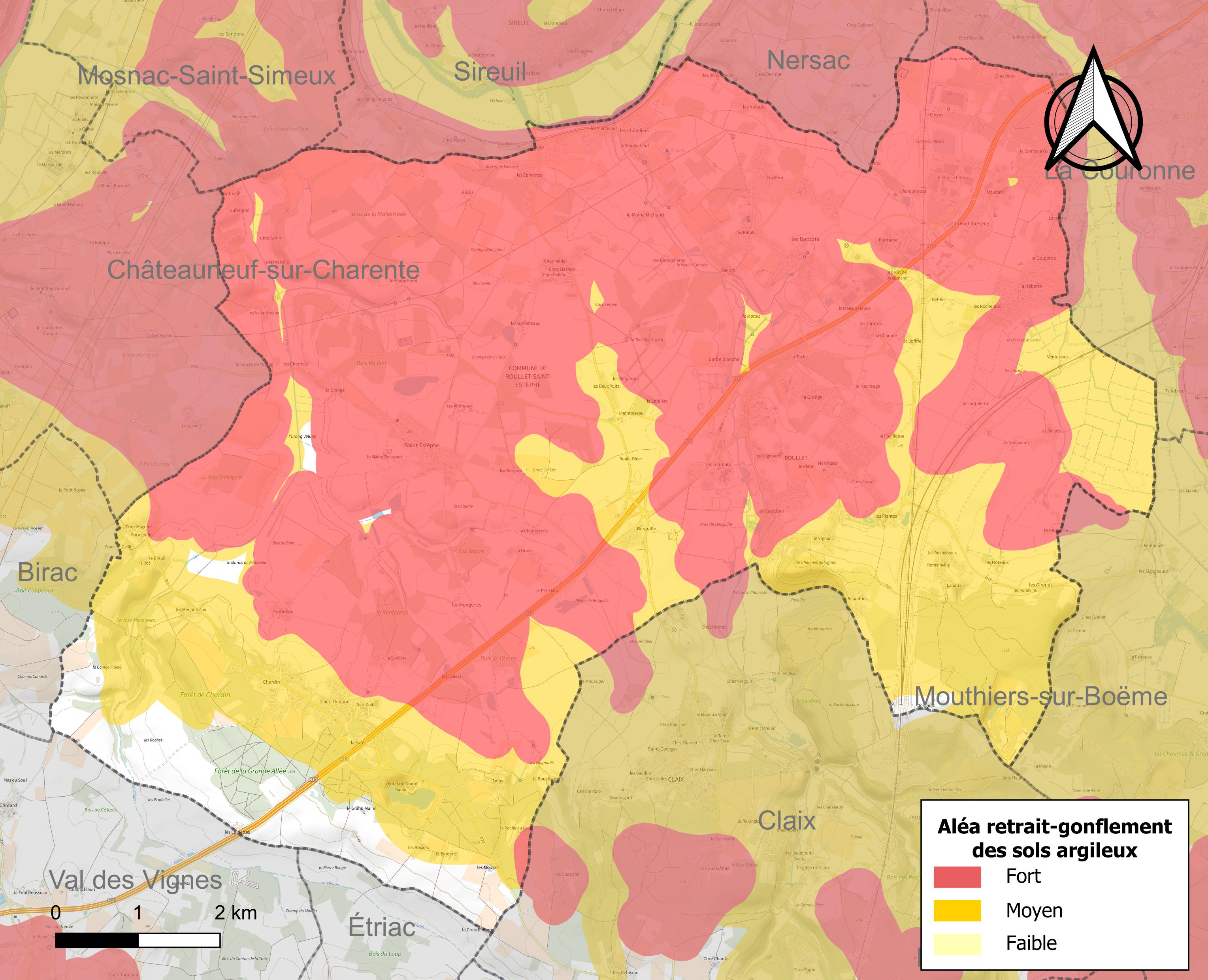
Carte des zones d'aléa retrait-gonflement des sols argileux de Roullet-Saint-Estèphe.

Les mouvements de terrains susceptibles de se produire sur la commune sont des affaissements et effondrements liés aux cavités souterraines (hors mines). Par ailleurs, afin de mieux appréhender le risque d’affaissement de terrain, l'inventaire national des cavités souterraines permet de localiser celles situées sur la commune.
Le retrait-gonflement des sols argileux est susceptible d'engendrer des dommages importants aux bâtiments en cas d’alternance de périodes de sécheresse et de pluie. 93,8 % de la superficie communale est en aléa moyen ou fort (67,4 % au niveau départemental et 48,5 % au niveau national). Sur les 1 953 bâtiments dénombrés sur la commune en 2019, 1 943 sont en aléa moyen ou fort, soit 99 %, à comparer aux 81 % au niveau départemental et 54 % au niveau national. Une cartographie de l'exposition du territoire national au retrait gonflement des sols argileux est disponible sur le site du BRGM,.
Par ailleurs, afin de mieux appréhender le risque d’affaissement de terrain, l'inventaire national des cavités souterraines permet de localiser celles situées sur la commune.
Concernant les mouvements de terrains, la commune a été reconnue en état de catastrophe naturelle au titre des dommages causés par la sécheresse en 1989, 1992, 2003, 2005, 2011 et 2017 et par des mouvements de terrain en 1999.

#### Risques technologiques
Le risque de transport de matières dangereuses sur la commune est lié à sa traversée par une ou des infrastructures routières ou ferroviaires importantes ou la présence d'une canalisation de transport d'hydrocarbures. Un accident se produisant sur de telles infrastructures est susceptible d’avoir des effets graves sur les biens, les personnes ou l'environnement, selon la nature du matériau transporté. Des dispositions d’urbanisme peuvent être préconisées en conséquence.

## Toponymie
Pour Roullet, les formes anciennes sont Ruliaco minore en 582, Roures en 1060-1075, Rouret, parvum Roliacum au XIIe siècle, Roreto en 1150, Roleto en 1300.
Les formes latinisées Ruliaco minore et parvum Roliacum, explicites, nous indiquent que le nom de Roullet signifierait « le Petit Rouillac », nom dont l'origine remonterait à un nom de personne gallo-romain Rullius auquel est apposé le suffixe -acum, ce qui correspondrait à Rulliacum, « domaine de Rullius »,. Mais les formes Roret, Rouret évoquent aussi le nom commun roure, chêne en ancien occitan, suivi du diminutif -etum, signifiant ainsi « le petit chêne »,.

## Histoire
La vicairie perpétuelle de Roullet appartenait dès le temps de Charlemagne à l'abbaye de Saint-Cybard qui la perdit en 1162 mais y conservera divers droits jusqu'en 1791[réf. nécessaire]. Au XIIe siècle elle est unie à l'archidiaconé de la évêché d'Angoulême qui partage avec l'abbaye de La Couronne le gros des dîmes et lui fait la portion congrue.
Le château de Rocheraud était une des quatre Roches de l'Angoumois, avec La Rochefoucauld, La Rochebeaucourt et la Rochandry. Le château primitif a été construit au IXe siècle. Bien que peu d'archives le mentionnent, il a dû jouer un rôle important lors de la guerre de Cent Ans, comme son voisin de la Rochandry, alors en Saintonge et aux Anglais. Au XVIe siècle, il appartenait à la famille de Corlieu. Au début du XXe siècle, il était encore appelé localement le Château-Rompu et on pouvait encore en voir quelques ruines imposantes perchées sur un éperon, mais elles ont totalement disparu lors de l'extension de l'exploitation agricole qui en occupe l'emplacement. Le lieu-dit a conservé le nom : les Rochereaux.
Sous l'Ancien Régime, Roullet était une seigneurie qui appartenait à la famille de Langallerie. On peut encore voir les restes du donjon carré du château, datant du XIIe siècle, dans la cour d'un hôtel.
Au XIXe siècle, le ruisseau de Claix alimentait 11 petits moulins, dont il n'en restait que deux au début du XXe siècle. L'industrie papetière, surtout présente à Nersac et La Couronne, avait aussi permis d'implanter une petite usine de feutres. Les carrières du Vignac étaient exploitées pour tailler des meules à grain, le calcaire étant fin et robuste.
À la fin du XIXe siècle, à la suite de l'arrivée de la ligne Paris-Bordeaux qui passe à l'est de la commune, le bourg de Roullet perdit un peu de son importance, car celle-ci était liée en partie à la route royale de Paris à l'Espagne, dont Roullet était le premier relais en direction de Bordeaux au sud d'Angoulême.
Cependant, pendant la première moitié du XXe siècle, la commune était desservie par la petite ligne ferroviaire d'intérêt local à voie métrique des Chemins de fer économiques des Charentes allant d'Angoulême à Blanzac et Barbezieux par Claix.
Des foires importantes avaient toujours lieu au bourg le 23 de chaque mois. À partir de la seconde moitié du XXe siècle, la commune reprit aussi de son activité de par le trafic routier et la proximité d'Angoulême.

## Politique et administration

### Liste des maires

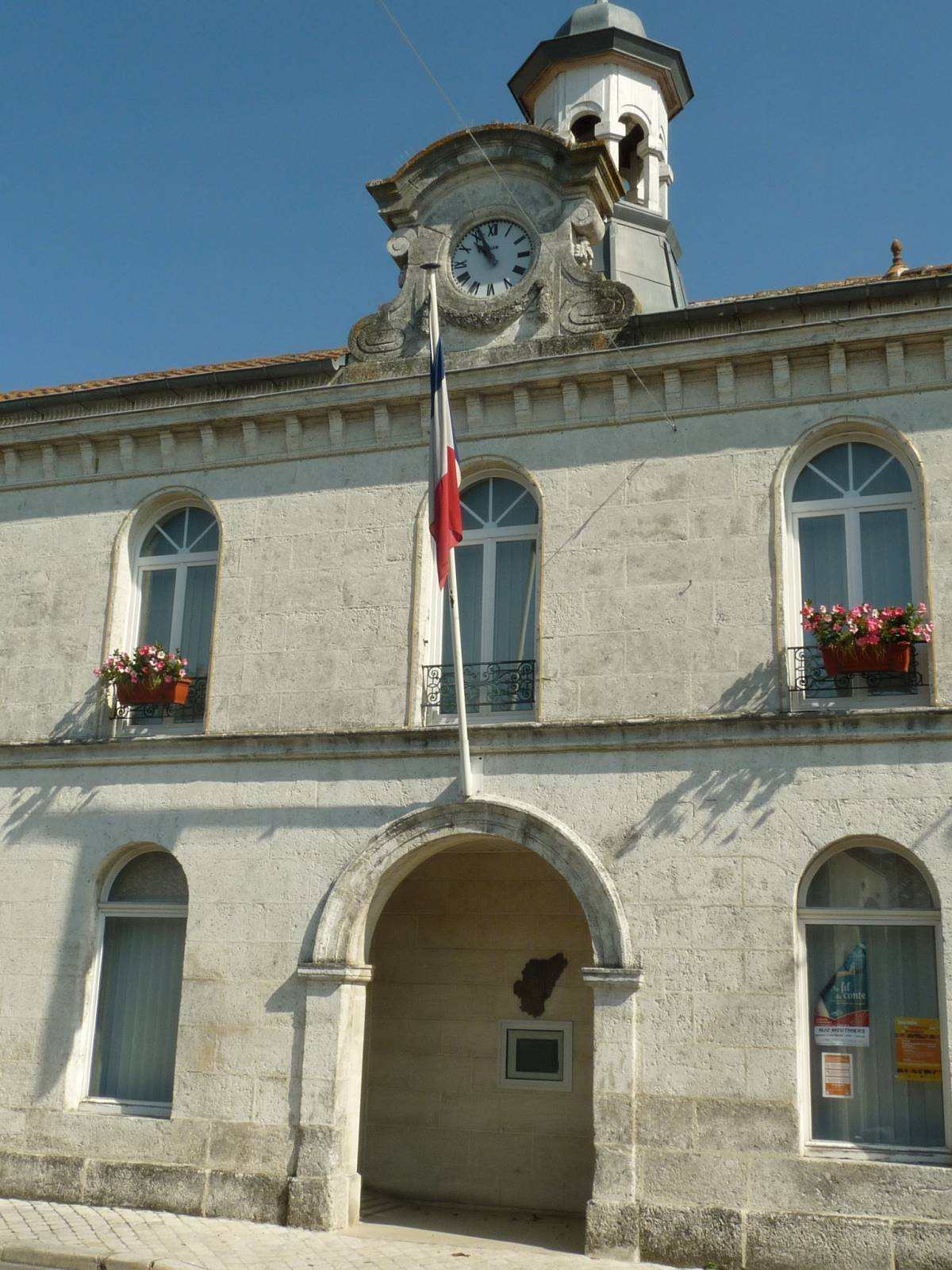
Mairie de Roullet.
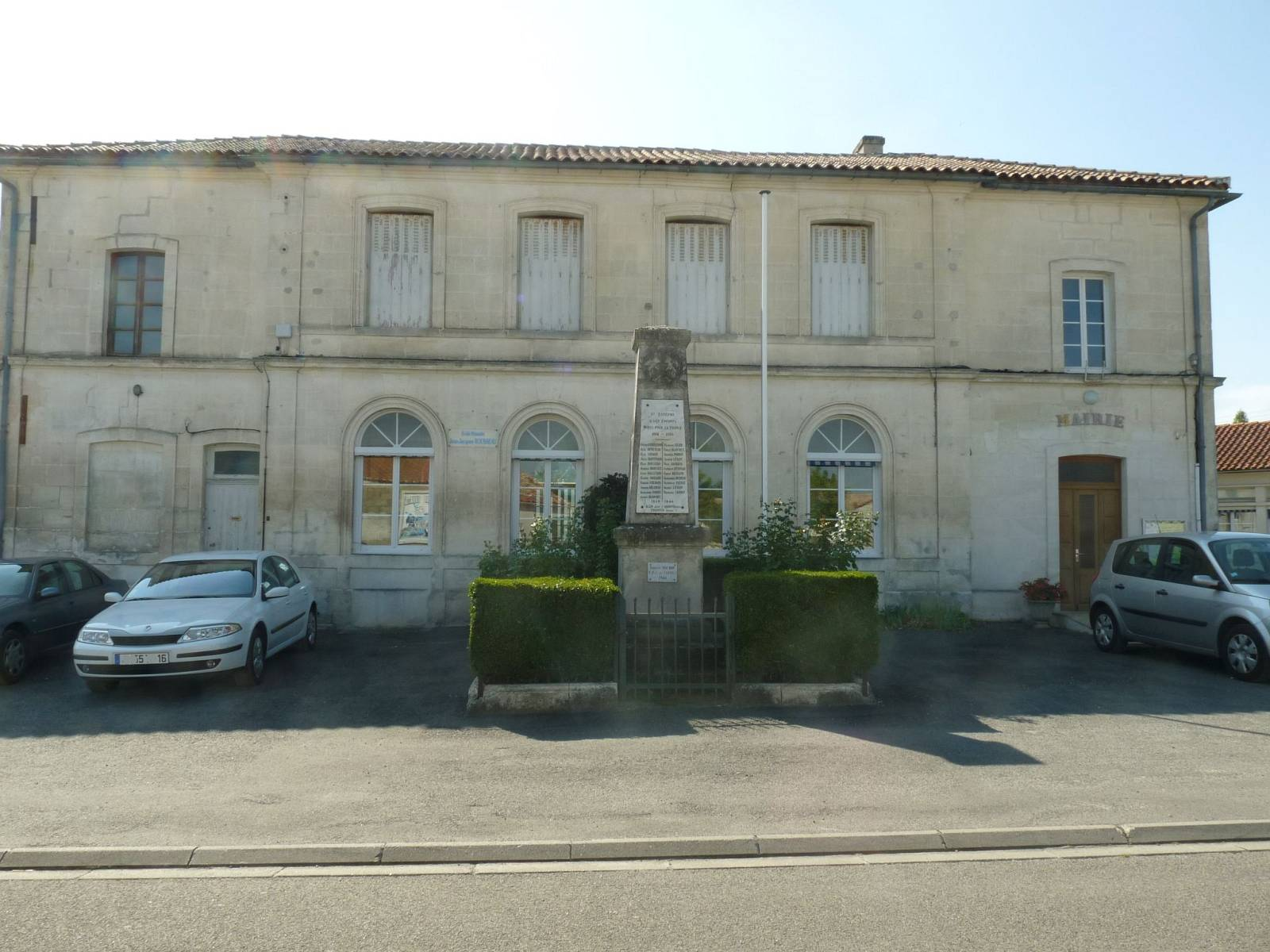
Mairie annexe de Saint-Estèphe.

Roullet a absorbé Saint-Estèphe en 1972, qui est restée commune associée. Saint-Estèphe a donc une mairie annexe.
| Période   | Période   | Identité          | Étiquette        | Qualité                                                                                   |
| --------- | --------- | ----------------- | ---------------- | ----------------------------------------------------------------------------------------- |
| mars 1971 | mars 1983 | René Dexmier      |                  |                                                                                           |
| mars 1983 | mars 2014 | Jean-Paul Kerjean | UDF-CDS puis DVD | Dessinateur industriel retraité Conseiller général du canton de La Couronne (1988 → 1994) |
| mars 2014 | En cours  | Gérard Roy        | DVD              | Ingénieur retraité                                                                        |

## Démographie

### Évolution démographique
L'évolution du nombre d'habitants est connue à travers les recensements de la population effectués dans la commune depuis 1793. Pour les communes de moins de 10 000 habitants, une enquête de recensement portant sur toute la population est réalisée tous les cinq ans, les populations de référence des années intermédiaires étant quant à elles estimées par interpolation ou extrapolation. Pour la commune, le premier recensement exhaustif entrant dans le cadre du nouveau dispositif a été réalisé en 2007.

En 2022, la commune comptait 4 334 habitants, en évolution de +1,81 % par rapport à 2016 (Charente : −0,48 %, France hors Mayotte : +2,11 %).
| 1793  | 1800 | 1806  | 1821  | 1831  | 1841  | 1846  | 1851  | 1856  |
| ----- | ---- | ----- | ----- | ----- | ----- | ----- | ----- | ----- |
| 1 136 | 921  | 1 188 | 1 291 | 1 350 | 1 462 | 1 464 | 1 475 | 1 388 |

| 1861  | 1866  | 1872  | 1876  | 1881  | 1886  | 1891  | 1896  | 1901  |
| ----- | ----- | ----- | ----- | ----- | ----- | ----- | ----- | ----- |
| 1 395 | 1 373 | 1 313 | 1 245 | 1 274 | 1 254 | 1 187 | 1 205 | 1 225 |

| 1906  | 1911  | 1921  | 1926  | 1931  | 1936  | 1946  | 1954  | 1962  |
| ----- | ----- | ----- | ----- | ----- | ----- | ----- | ----- | ----- |
| 1 232 | 1 226 | 1 127 | 1 179 | 1 238 | 1 173 | 1 235 | 1 282 | 1 354 |

| 1968  | 1975  | 1982  | 1990  | 1999  | 2006  | 2007  | 2012  | 2017  |
| ----- | ----- | ----- | ----- | ----- | ----- | ----- | ----- | ----- |
| 1 538 | 2 304 | 2 953 | 3 378 | 3 525 | 3 662 | 3 686 | 4 109 | 4 262 |

| 2022  | - | - | - | - | - | - | - | - |
| ----- | - | - | - | - | - | - | - | - |
| 4 334 | - | - | - | - | - | - | - | - |

En 2008, Roullet-Saint-Estèphe comptait 3 747 habitants (soit une augmentation de 8 % par rapport à 1999). La commune occupait le 2 697e rang au niveau national, alors qu'elle était au 2 683e en 1999, et le 14e au niveau départemental sur 404 communes.

### Pyramide des âges
La population de la commune est relativement jeune.
En 2018, le taux de personnes d'un âge inférieur à 30 ans s'élève à 31,6 %, soit au-dessus de la moyenne départementale (30,2 %). À l'inverse, le taux de personnes d'âge supérieur à 60 ans est de 27,3 % la même année, alors qu'il est de 32,3 % au niveau départemental.
En 2018, la commune comptait 2 112 hommes pour 2 139 femmes, soit un taux de 50,32 % de femmes, légèrement inférieur au taux départemental (51,59 %).
Les pyramides des âges de la commune et du département s'établissent comme suit.
| Hommes | Classe d’âge | Femmes |
| ------ | ------------ | ------ |
| 0,3    | 90 ou +      | 1,0    |
| 7,0    | 75-89 ans    | 8,4    |
| 17,9   | 60-74 ans    | 19,8   |
| 23,0   | 45-59 ans    | 21,3   |
| 18,7   | 30-44 ans    | 19,2   |
| 14,4   | 15-29 ans    | 13,9   |
| 18,6   | 0-14 ans     | 16,3   |

| Hommes | Classe d’âge | Femmes |
| ------ | ------------ | ------ |
| 1      | 90 ou +      | 2,7    |
| 9,2    | 75-89 ans    | 12     |
| 20,6   | 60-74 ans    | 21,3   |
| 20,7   | 45-59 ans    | 20,3   |
| 16,8   | 30-44 ans    | 16     |
| 15,6   | 15-29 ans    | 13,4   |
| 16,1   | 0-14 ans     | 14,3   |

### Remarques
Roullet a absorbé la commune de Saint-Estèphe en 1972, qui est restée commune associée.
Au recensement de 2007, Saint-Estèphe comptait 689 habitants.

## Économie

### Agriculture
La viticulture occupe une partie de l'activité agricole. La commune est classée dans les Fins Bois, dans la zone d'appellation d'origine contrôlée du cognac.

## Équipements, services et vie locale

### Enseignement
Roullet-Saint-Estèphe possède trois écoles publiques.
- L'école maternelle Charles-Perrault, située à Roullet, possède cinq classes.
- L'école élémentaire Marcel-Pagnol, située à Roullet, possède six classes.
- L'école élémentaire Jean-Jacques-Rousseau, située à Saint-Estèphe, possède trois classes.

Le  collège de secteur est le collège Élisabeth-et-Robert-Badinter, à La Couronne.

### Commerces
- Restaurant le Berguille et pizzérias
- Hôtels
- Tabac-presse
- Boulangerie, épicerie
- Coiffeurs
- Carrosserie
- Pharmacie
- Dentiste, soins de beauté

Les commerces sont principalement situés au bourg.

### Autres services
La poste de Roullet est un important centre de distribution.
Une bibliothèque est présente.

## Culture locale et patrimoine

### Lieux et monuments

#### Patrimoine religieux
- L'église Saint-Estèphe, située à Saint-Estèphe, maintenant partie ouest de la commune de Roullet-Saint-Estèphe, a été construite à la fin du XIe siècle et modifiée aux XIIe et XIIIe siècles. Elle est classée monument historique depuis 1939[45].
- L'église paroissiale Saint-Cybard située dans le bourg de Roullet est classée monument historique depuis 1840[46].

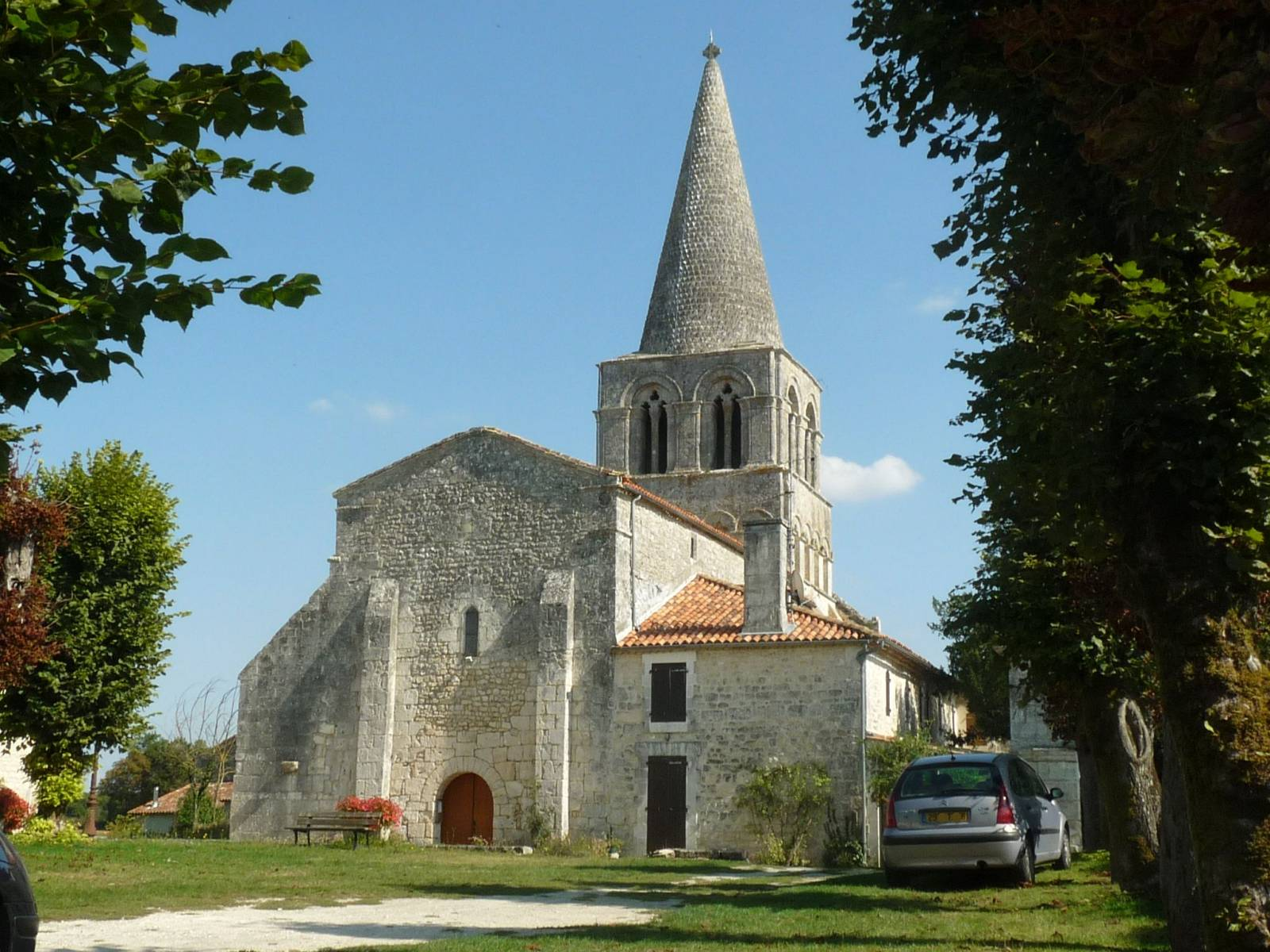
Église Saint-Estèphe.
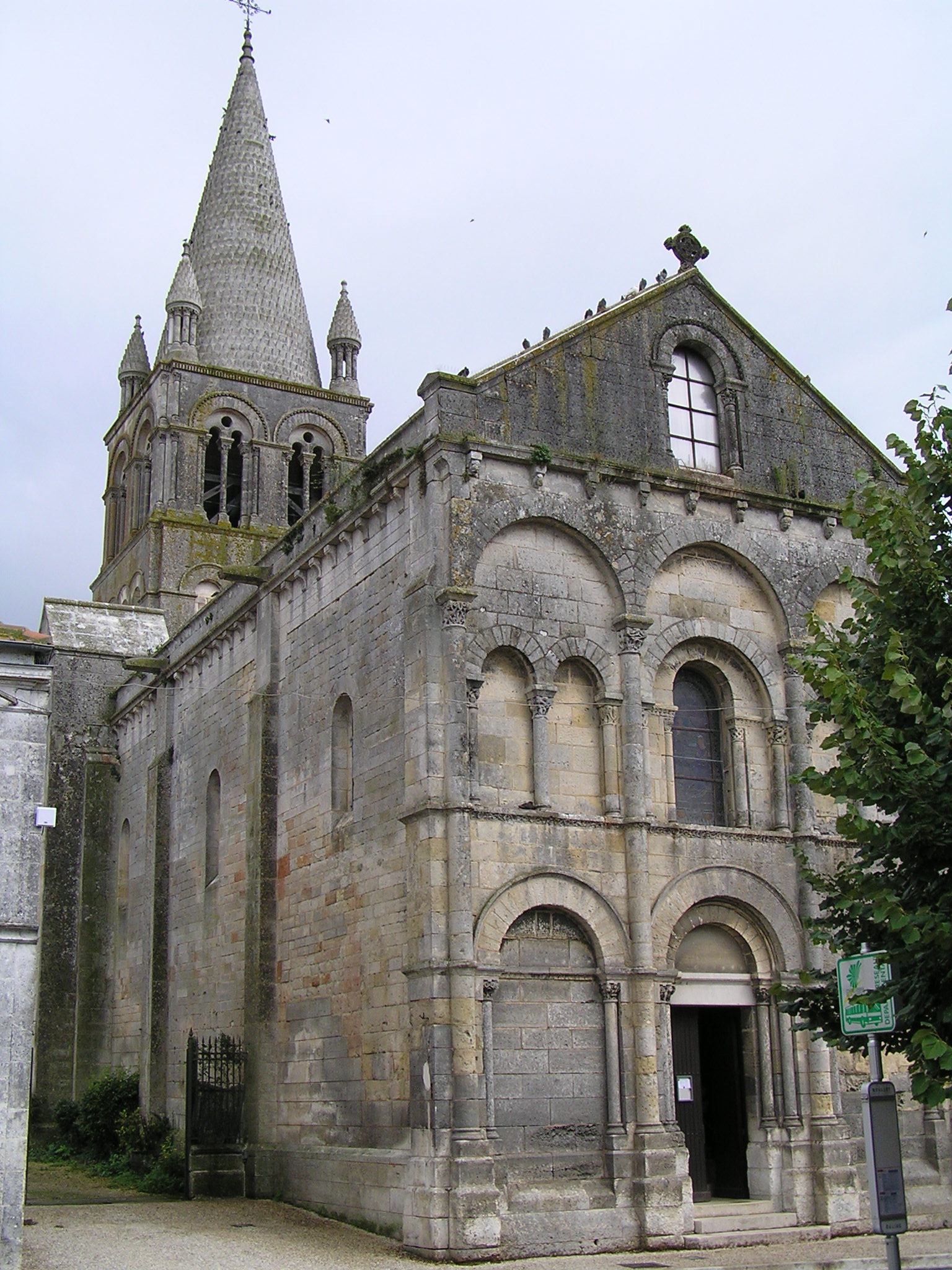
Église Saint-Cybard.
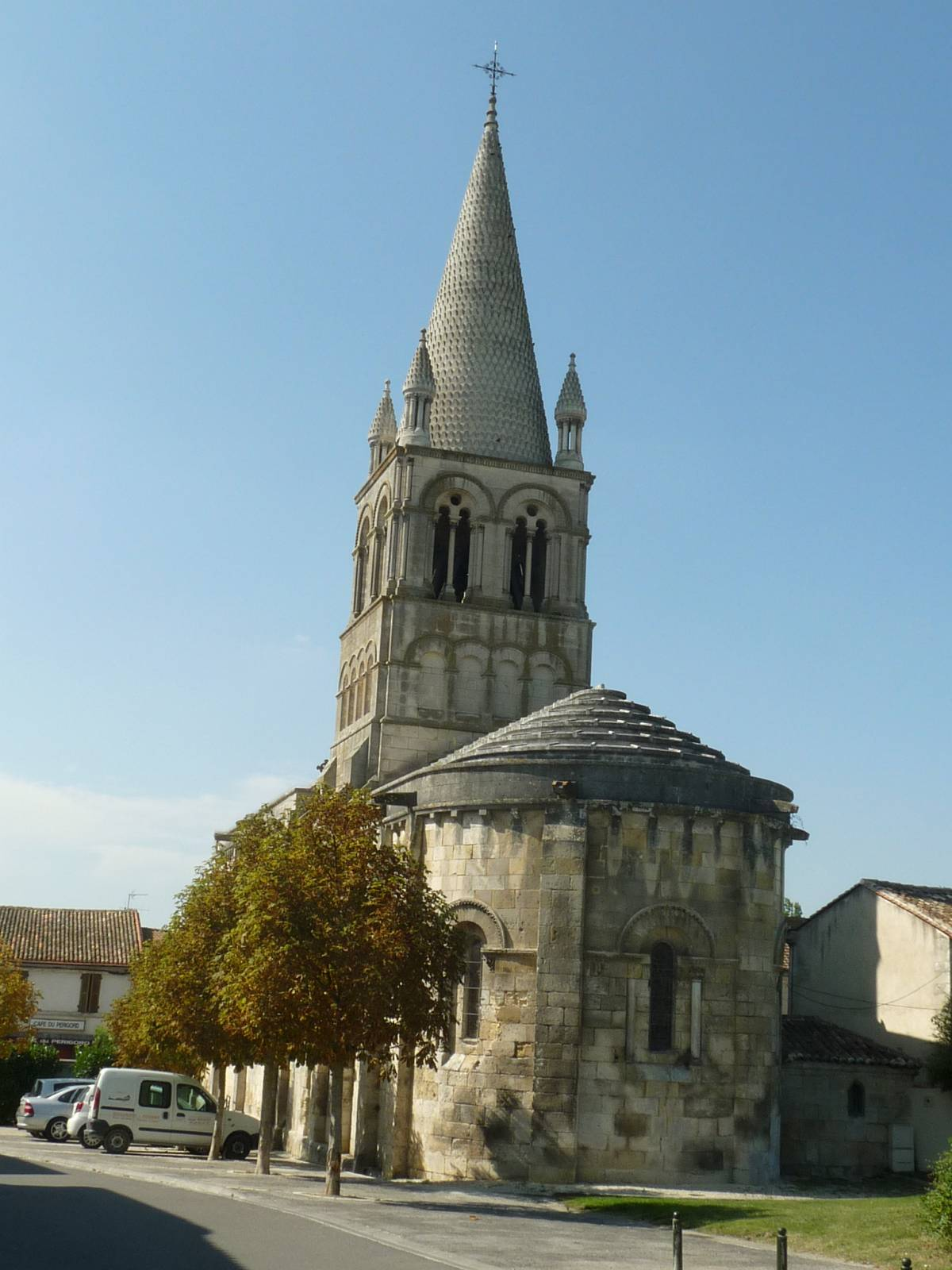
Église Saint-Cybard.

#### Patrimoine civil
- Le dolmen de la Boucharderie est situé à Saint-Estèphe et date du Néolithique; il appartient à une personne privée. Il est classé monument historique depuis 1927[47].
- Le domaine de la Forêt comporte un jardin inscrit monument historique par arrêté du 11 décembre 1992[48].

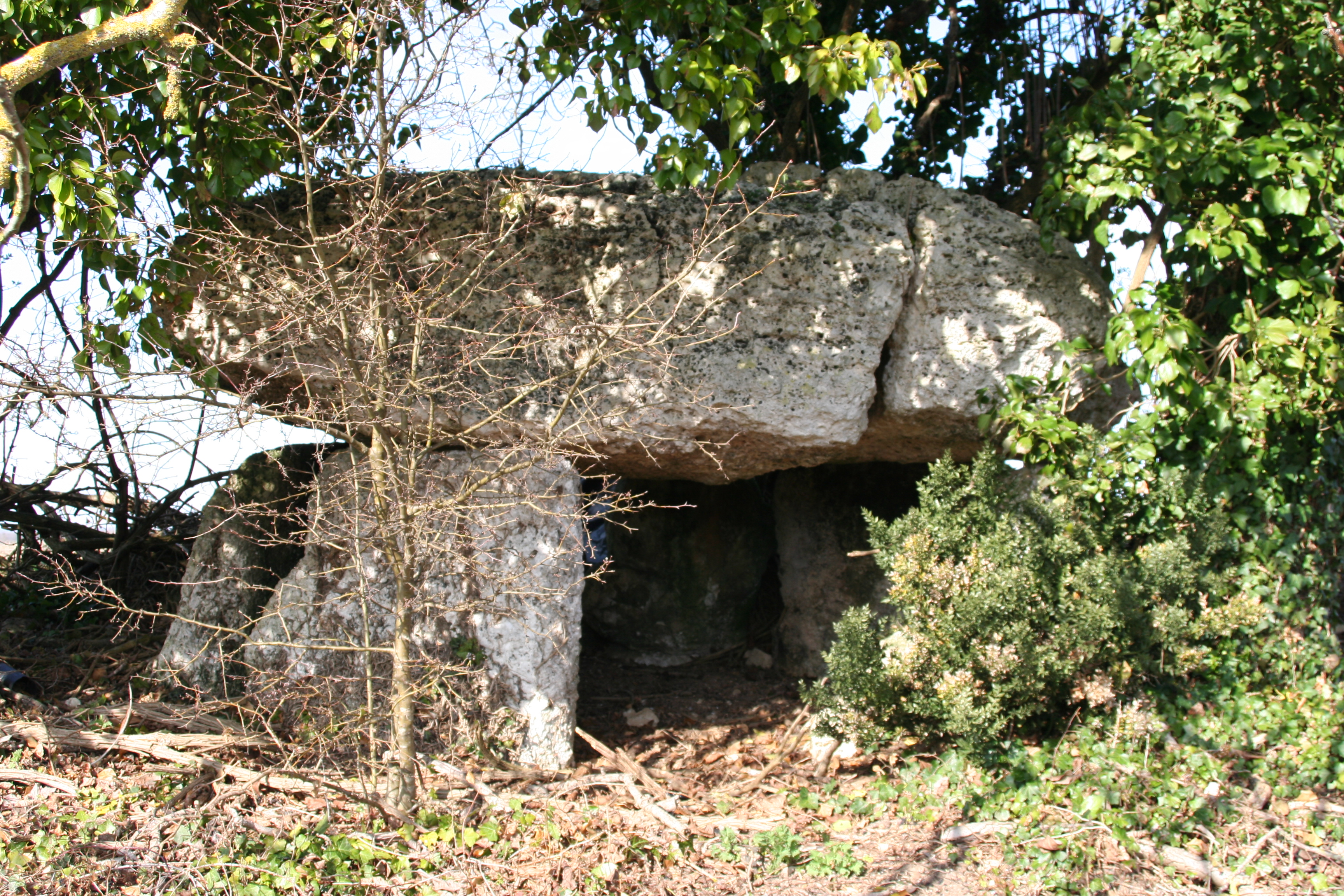
Dolmen de la Boucharderie.
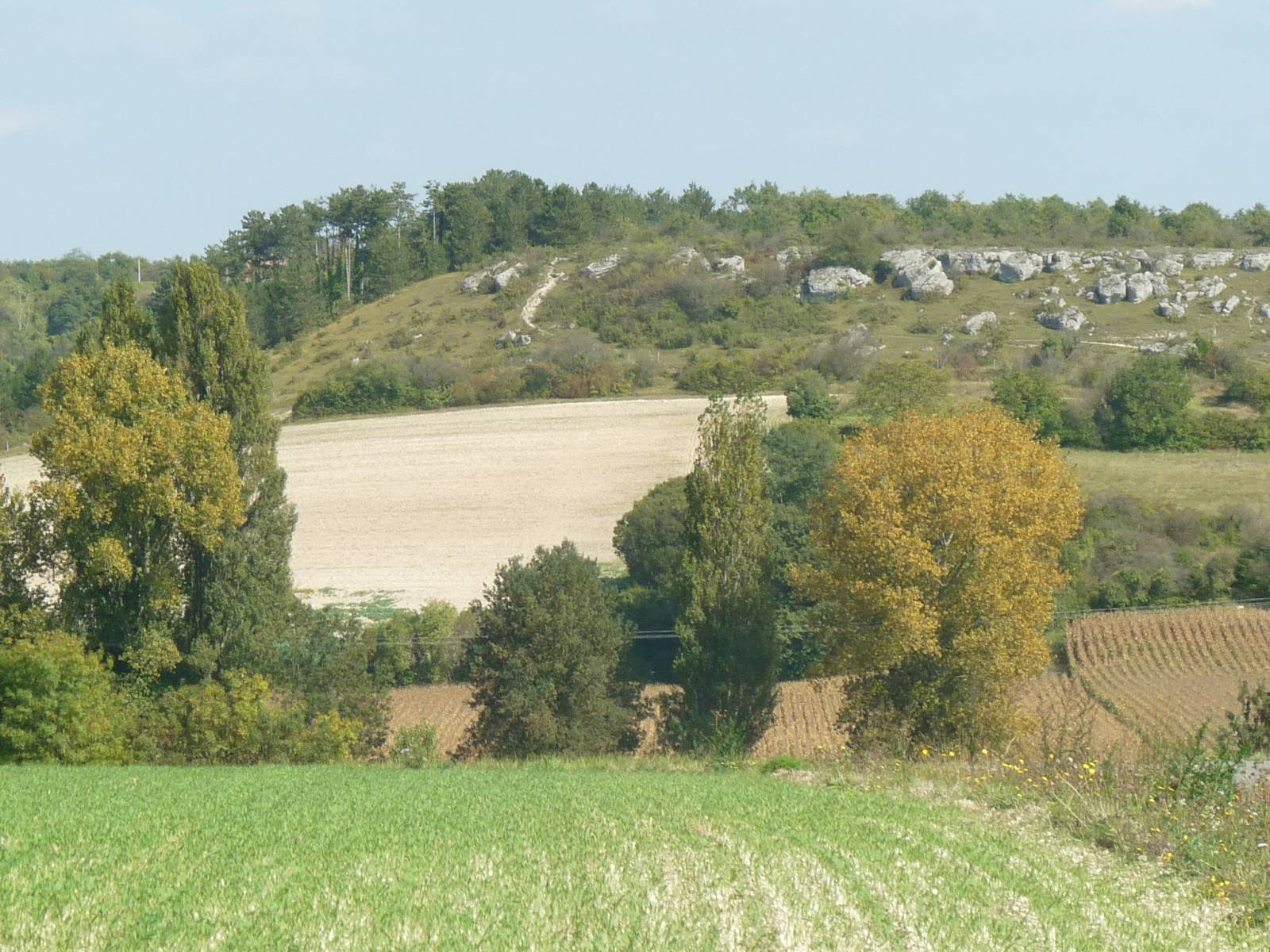
Les chaumes de Vignac.

#### Patrimoine environnemental
Les Chaumes de Vignac, plateau calcaire d'où on extrayait des meules pour les moulins, sont un espace naturel protégé.
Le GR 4 qui va de Royan à Grasse traverse la commune et passe à Saint-Estèphe.

### Héraldique
| Blason | Blasonnement : Coupé : au 1er d'azur à deux clochers d'argent, au 2e d'argent à la diligence de sable, les fenêtres et la porte ouvertes du champ. |